# Вуж бронзовий звичайний
Вуж бронзовий звичайний (Dendrelaphis tristis) — неотруйна змія з роду вуж бронзовий родини полозових (Colubridae).

## Опис
Загальна довжина досягає 70—90 см. Голова широка, сплощена. Морда довга, кінчик якої округлий. Ніздрі з боків, округлі. Очі великі з круглими зіницями. Тулуб циліндричний, вузький, стрункий з кілеватою лускою. Хвіст чіпкий, становить 1/3 тіла змії. на відміну від інших видів має луску не лише на череві, а й на шиї.
Забарвлення спини фіолетово—коричневого або бронзово—коричневого кольору. Передня частина тіла має косі чорні смуги. Язик синього кольору, райдужна оболонка ока золотава. Черево блідо—сіре, зелене або жовте.

## Спосіб життя
Полюбляє лісові місцини, сухі аридні зони. Зустрічається на висоті до 750 м над рівнем моря. Усе життя проводить на деревах, які ростуть поблизу води. Здатен «стрибати» на відстань до 25 м. Досить агресивна змія. Активний вдень. Харчується ящірками, геконами, деревними жабами, дрібними птахами та їх яйцями.
Це яйцекладна змія. Самиця відкладає у дуплі дерева 6—7 довгастих яєць. Молоді вужі з'являються через 4—6 тижнів завдовжки 15 см.

## Розповсюдження
Мешкає у Пакистані, західній Індії, Непалі, М'янмі, на о.Шрі-Ланка.